# Циркові дні (фільм, 1923)
Циркові дні (англ. Circus Days) — американська комедійна драма режисера Едварда Ф. Клайна 1923 року.

## У ролях
- Джекі Куган — Тобі Тайлер
- Барбара Теннант — Енн Тайлер
- Расселл Сімпсон — Ебен Холт
- Клер Макдауелл — Марта
- Чезаре Гравіна — Луїджі, клоун
- Пічес Джексон — Жаннет
- Сем Де Грасс — лорд
- Девітт Дженнінгс — Делі
- Неллі Лейн — груба дівчина
- Вільям Барлоу — людина-скелет